# ナチュラル (アントン・エワルドの曲)
「ナチュラル」（Natural）は、スウェーデンの歌手アントン・エワルドの4作目のシングル。

## 概要
ヨーロッパ最大の音楽コンテスト、ユーロビジョン・ソング・コンテストのスウェーデン代表を決める予選、メロディーフェスティバーレン 2014の出場曲。この曲でアントンは決勝まで登りつめた（決勝の開催は2014年3月8日）。

## 収録曲
1. ナチュラル "Natural"